# Leptochilus mochianus
Leptochilus mochianus är en stekelart som beskrevs av Giordani Soika 1970. Leptochilus mochianus ingår i släktet Leptochilus och familjen Eumenidae. Utöver nominatformen finns också underarten L. m. lepidus.